# سامورکولد رکوردز
سامورکولد رکوردز (انگلیسی: Somewherecold Records) شرکت رسانه‌ای آمریکایی است، که در سال ۲۰۰۴ تأسیس شد.